# Constanze Blum
Constanze Blum (* 29. Oktober 1972 in Suhl) ist eine ehemalige deutsche Skilangläuferin.

## Werdegang
Constanze Blum, die für den SC Motor Zella-Mehlis startete, nahm bei den Olympischen Winterspielen 1998 in Nagano in allen vier Einzeldisziplinen sowie im 4 × 5 km Staffelrennen teil. Ihre besten Platzierungen dabei waren der 21. Platz über 15 km klassisch und der fünfte Rang mit der Staffel. Ihr Debüt im Weltcup hatte sie bereits am 16. Januar 1993 in Cogne gegeben, das sie auf dem 44. Platz über 10 km Freistil beendete. Ihr bestes Einzelergebnis im Weltcup errang sie im März 1995 in Sapporo mit dem sechsten Platz über 15 km Freistil und ihr bestes Gesamtergebnis in der Saison 1996/97 mit dem 27. Platz im Gesamtweltcup. Ihr 65. und damit letztes Weltcupeinzelrennen absolvierte sie im Dezember 2000 in Brusson, das sie auf dem 37. Platz über 10 km klassisch beendete. Bei den Nordischen Skiweltmeisterschaften 1995 in Thunder Bay belegte sie den 57. Platz über 5 km klassisch, den 35. Rang in der Verfolgung und den 17. Platz über 30 km Freistil und bei den Nordischen Skiweltmeisterschaften 1999 in Ramsau am Dachstein den 24. Platz über 30 km klassisch und den 23. Rang über 15 km Freistil. Ihre besten Platzierungen bei den Nordischen Skiweltmeisterschaften 1997 in Trondheim waren der 22. Platz über 15 km Freistil und der sechste Rang mit der Staffel. Bei deutschen Meisterschaften siegte sie im Jahr 1998 über 5 km, in der Verfolgung und über 30 km. Zudem gewann sie sechsmal mit der Länderstaffel von Thüringen (1993–1997, 1999).

## Siege bei Continental-Cup-Rennen
| Nr. | Datum             | Ort        | Disziplin       | Serie           |
| --- | ----------------- | ---------- | --------------- | --------------- |
| 1.  | 2. März 1996      | Pokljuka   | 5 km Freistil   | Continental-Cup |
| 2.  | 13. Februar 1999  | Feutersoey | 5 km klassisch  | Continental-Cup |
| 3.  | 14. Februar 1999  | Feutersoey | 15 km Freistil  | Continental-Cup |
| 4.  | 11. Dezember 1999 | Ulrichen   | 5 km Freistil   | Continental-Cup |
| 5.  | 12. Dezember 1999 | Ulrichen   | 10 km klassisch | Continental-Cup |
| 6.  | 6. Februar 2000   | Pontresina | 15 km klassisch | Continental-Cup |
| 7.  | 19. Februar 2000  | Altenmarkt | 10 km Freistil  | Continental-Cup |

## Teilnahmen an Weltmeisterschaften und Olympischen Winterspielen

### Olympische Spiele
- 1998 Nagano: 5. Platz Staffel, 21. Platz 15 km klassisch, 26. Platz 10 km Verfolgung, 30. Platz 5 km klassisch, 31. Platz 30 km Freistil

### Nordische Skiweltmeisterschaften
- 1995 Thunder Bay: 17. Platz 30 km Freistil, 35. Platz 10 km Verfolgung, 57. Platz 5 km klassisch
- 1997 Trondheim: 6. Platz Staffel, 22. Platz 15 km Freistil, 24. Platz 10 km Verfolgung, 31. Platz 5 km klassisch, 42. Platz 30 km klassisch
- 1999 Ramsau: 23. Platz 15 km Freistil, 24. Platz 30 km klassisch

## Platzierungen im Weltcup

### Weltcup-Statistik
Die Tabelle zeigt die erreichten Platzierungen im Einzelnen.
- 1.–3. Platz: Anzahl der Podiumsplatzierungen
- Top 10: Anzahl der Platzierungen unter den ersten zehn
- Punkteränge: Anzahl der Platzierungen innerhalb der Punkteränge
- Starts: Anzahl gelaufener Rennen in der jeweiligen Disziplin
- Hinweis: Bei den Distanzrennen erfolgt die Einordnung gemäß FIS.

| Platzierung         | Distanzrennen a | Distanzrennen a | Distanzrennen a | Distanzrennen a | Distanzrennen a | Skiathlon Verfolgung | Sprint | Etappen- rennen b | Gesamt | Team c | Team c  |
| Platzierung         | ≤ 5 km          | ≤ 10 km         | ≤ 15 km         | ≤ 30 km         | > 30 km         | Skiathlon Verfolgung | Sprint | Etappen- rennen b | Gesamt | Sprint | Staffel |
| ------------------- | --------------- | --------------- | --------------- | --------------- | --------------- | -------------------- | ------ | ----------------- | ------ | ------ | ------- |
| 1. Platz            |                 |                 |                 |                 |                 |                      |        |                   |        |        |         |
| 2. Platz            |                 |                 |                 |                 |                 |                      |        |                   |        |        |         |
| 3. Platz            |                 |                 |                 |                 |                 |                      |        |                   |        |        |         |
| Top 10              |                 |                 | 1               |                 |                 |                      |        |                   | 1      | 1      | 10      |
| Punkteränge         | 6               | 1               | 9               | 5               |                 | 4                    | 5      |                   | 30     | 2      | 12      |
| Starts              | 16              | 15              | 12              | 8               |                 | 8                    | 6      |                   | 65     | 2      | 12      |
| Stand: Karriereende |                 |                 |                 |                 |                 |                      |        |                   |        |        |         |

### Weltcup-Gesamtplatzierungen
| Saison    | Gesamt | Gesamt | Langdistanz | Langdistanz | Sprint | Sprint |
| Saison    | Punkte | Platz  | Punkte      | Platz       | Punkte | Platz  |
| --------- | ------ | ------ | ----------- | ----------- | ------ | ------ |
| 1993/94   | 2      | 69.    | -           | -           | -      | -      |
| 1994/95   | 54     | 37.    | -           | -           | -      | -      |
| 1995/96   | 2      | 66.    | -           | -           | -      | -      |
| 1996/97   | 82     | 27.    | 16          | 36.         | 50     | 29.    |
| 1997/98   | 74     | 29.    | 31          | 25.         | 43     | 33.    |
| 1998/99   | 30     | 46.    | 15          | 39.         | 30     | 43.    |
| 1999/2000 | 13     | 66.    | 13          | 36.         | -      | -      |